# SHARAD

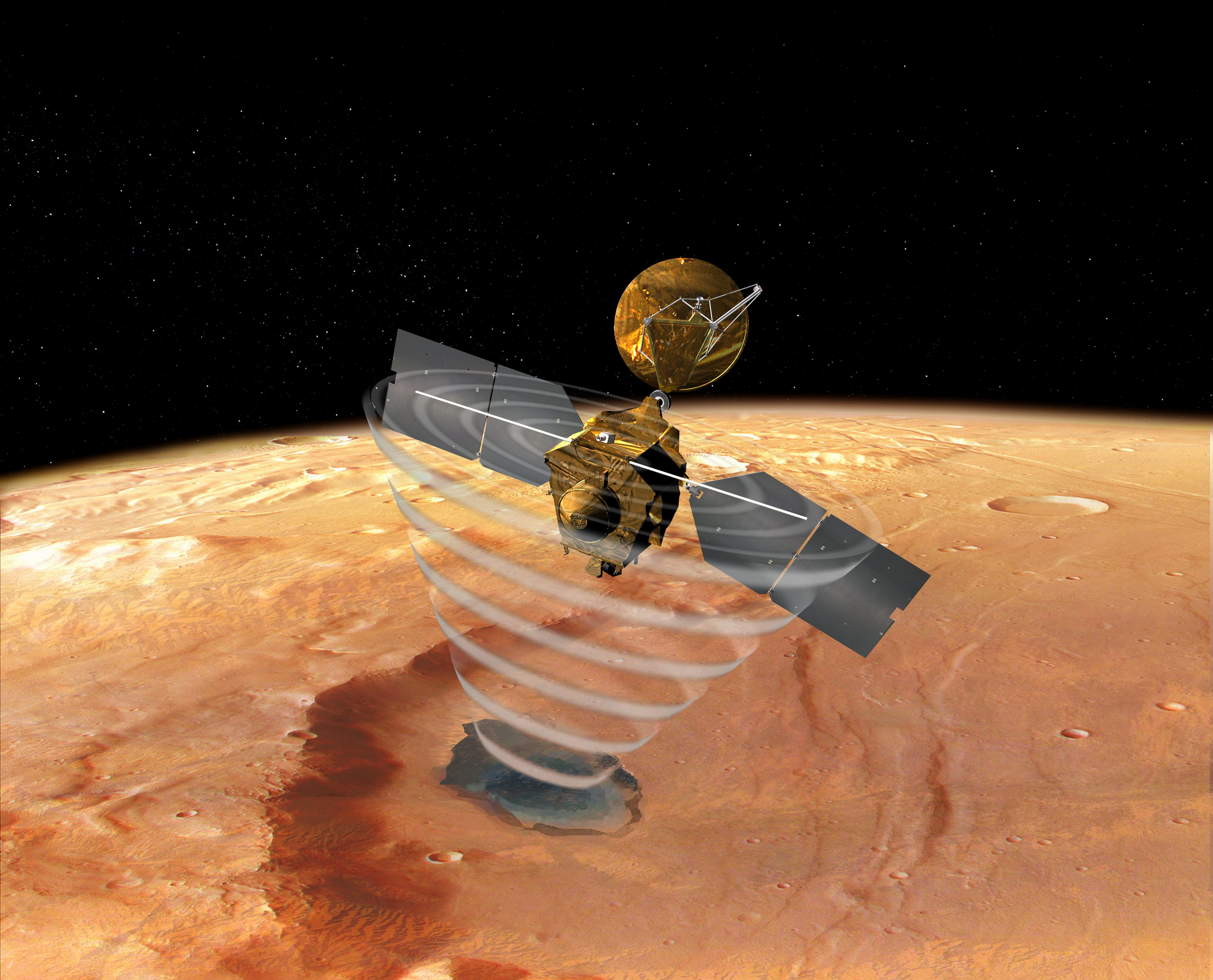
Rappresentazione artistica del Mars Reconnaissance Orbiter mentre usa il SHARAD

SHARAD (SHAllow RADar) è il radar montato a bordo della sonda spaziale della missione NASA Mars Reconnaissance Orbiter.

## Caratteristiche
Lo strumento è stato sviluppato dall'azienda italiana Thales Alenia Space nelle sedi di Roma (ex Alenia Spazio) e Milano (ex LABEN), per conto dell'Agenzia Spaziale Italiana e dalla Sapienza - Università di Roma.
È stato usato per osservare la superficie di Marte fino alla profondità di un kilometro, per valutare la presenza di alcuni materiali con determinate caratteristiche di riflessione elettrica, come roccia, regolite, acqua e ghiaccio.
È il successore di MARSIS (che nel 2005 ha individuato un lago ghiacciato sotto la superficie di Marte), ma rispetto ad esso ha caratteristiche un po' diverse: può individuare l'acqua fino a profondità di 1 km anziché 4-5, ma in compenso può rilevarne quantità inferiori e con una risoluzione verticale di circa 10 metri nel sottosuolo. Tra gli obiettivi di SHARAD c'è la misurazione dello spessore delle calotte polari di Marte.